# Panaxia typhlotheisa
Panaxia typhlotheisa là một loài bướm đêm thuộc phân họ Arctiinae, họ Erebidae.